# Europees kampioenschap waterpolo mannen 2006
Het 27ste Europees kampioenschap waterpolo voor mannen vond plaats van 1 september tot 10 september 2006 in Belgrado, Servië. Twaalf teams namen deel aan het toernooi.

## Voorronde

### Groep A
| Datum       | Tijd  | Land      | Land      | Uitslag | Periode           |
| ----------- | ----- | --------- | --------- | ------- | ----------------- |
| 1 september | 10:00 | Roemenië  | Spanje    | 8-11    | (2-4,2-4,2-1,2-2) |
| 1 september | 13:00 | Nederland | Slowakije | 11-11   | (4-3,2-3,3-3,2-2) |
| 1 september | 20:15 | Servië    | Rusland   | 13-6    | (5-1,3-1,3-2,2-2) |
| 2 september | 11:30 | Spanje    | Slowakije | 13-8    | (3-3,3-2,4-0,3-3) |
| 2 september | 13:00 | Roemenië  | Rusland   | 13-10   | (2-3,4-1,4-3,3-3) |
| 2 september | 20:15 | Servië    | Nederland | 17-10   | (6-4,3-1,4-3,4-2) |
| 3 september | 11:30 | Nederland | Roemenië  | 8-8     | (4-2,2-4,1-1,1-1) |
| 3 september | 13:00 | Rusland   | Spanje    | 10-13   | (1-5,5-1,3-5,1-2) |
| 3 september | 20:15 | Servië    | Slowakije | 19-2    | (4-1,5-0,6-1,4-0) |
| 4 september | 10:00 | Rusland   | Nederland | 11-5    | (3-0,2-2,4-0,2-3) |
| 4 september | 11:30 | Roemenië  | Slowakije | 7-6     | (1-2,4-2,1-1,1-1) |
| 4 september | 20:15 | Servië    | Spanje    | 16-11   | (3-1,5-3,3-3,5-4) |
| 5 september | 11:30 | Slowakije | Rusland   | 9-12    | (2-2,2-4,1-3,4-3) |
| 5 september | 13:00 | Nederland | Spanje    | 12-11   | (4-2.3-4,4-2,1-3) |
| 5 september | 20:15 | Servië    | Roemenië  | 13-5    | (4-2,2-1,4-1,3-1) |

| Groep A |           |             |             |             |             |            |            |            |        |
| #       | Land      | Wedstrijden | Wedstrijden | Wedstrijden | Wedstrijden | Doelpunten | Doelpunten | Doelpunten | Punten |
| #       | Land      | G           | W           | G           | V           | V          | T          | Saldo      | Punten |
| 1       | Servië    | 5           | 5           | 0           | 0           | 78         | 34         | 44         | 15     |
| 2       | Spanje    | 5           | 3           | 0           | 2           | 59         | 54         | 5          | 9      |
| 3       | Roemenië  | 5           | 2           | 1           | 2           | 41         | 48         | -7         | 7      |
| 4       | Rusland   | 5           | 2           | 0           | 3           | 49         | 53         | -4         | 6      |
| 5       | Nederland | 5           | 1           | 2           | 2           | 46         | 58         | -12        | 5      |
| 6       | Slowakije | 5           | 0           | 1           | 4           | 36         | 62         | -26        | 1      |

### Groep B
| Datum       | Tijd  | Land        | Land        | Uitslag | Periode           |
| ----------- | ----- | ----------- | ----------- | ------- | ----------------- |
| 1 september | 11:30 | Hongarije   | Slovenië    | 23-6    | (5-1,8-0,4-2,6-3) |
| 1 september | 17:15 | Griekenland | Duitsland   | 11-8    | (1-1,4-1,3-4,3-2) |
| 1 september | 18:45 | Kroatië     | Italië      | 8-9     | (2-2,0-2,4-3,2-2) |
| 2 september | 10:00 | Slovenië    | Griekenland | 6-19    | (2-5,1-4,2-3,1-7) |
| 2 september | 17:15 | Italië      | Duitsland   | 8-11    | (1-4,2-2,1-2,4-3) |
| 2 september | 18:45 | Kroatië     | Hongarije   | 11-16   | (3-4,4-3,1-5,3-4) |
| 3 september | 10:00 | Duitsland   | Slovenië    | 14-6    | (2-2,5-0,2-3,5-1) |
| 3 september | 17:15 | Griekenland | Kroatië     | 10-10   | (2-2,1-1,4-4,3-3) |
| 3 september | 18:45 | Hongarije   | Italië      | 13-6    | (3-2,6-2,2-1,2-1) |
| 4 september | 11:30 | Italië      | Slovenië    | 20-7    | (7-1,3-1,4-2,6-3) |
| 4 september | 17:15 | Hongarije   | Griekenland | 10-8    | (3-2,3-2,1-2,3-2) |
| 4 september | 18:45 | Kroatië     | Duitsland   | 9-9     | (3-2,3-1,2-2,1-4) |
| 5 september | 10:00 | Slovenië    | Kroatië     | 8-19    | (2-7,3-5,2-4,1-3) |
| 5 september | 17:15 | Duitsland   | Hongarije   | 10-20   | (1-7,4-4,5-3,0-6) |
| 5 september | 18:45 | Griekenland | Italië      | 11-14   | (2-2,3-3,2-4,4-5) |

| Groep B |             |             |             |             |             |            |            |            |        |
| #       | Land        | Wedstrijden | Wedstrijden | Wedstrijden | Wedstrijden | Doelpunten | Doelpunten | Doelpunten | Punten |
| #       | Land        | G           | W           | G           | V           | V          | T          | Saldo      | Punten |
| 1       | Hongarije   | 5           | 5           | 0           | 0           | 82         | 41         | 41         | 15     |
| 2       | Italië      | 5           | 3           | 0           | 2           | 57         | 50         | 7          | 9      |
| 3       | Griekenland | 5           | 2           | 1           | 2           | 59         | 48         | 11         | 7      |
| 4       | Duitsland   | 5           | 2           | 1           | 2           | 52         | 54         | -2         | 7      |
| 5       | Kroatië     | 5           | 1           | 2           | 2           | 57         | 52         | 5          | 5      |
| 6       | Slovenië    | 5           | 0           | 0           | 5           | 33         | 95         | -62        | 0      |

## Kwartfinale ronde

### 7e/12e plaats
| Datum       | Tijd  | Land      | Land     | Uitslag | Periode           |
| ----------- | ----- | --------- | -------- | ------- | ----------------- |
| 7 september | 10:00 | Nederland | Slovenië | 12-8    | (3-1,0-2,5-1,4-4) |
| 7 september | 11:30 | Slowakije | Kroatië  | 6-12    | (3-4,0-1,3-5,0-2) |

### Kwartfinales
| Datum       | Tijd  | Land     | Land        | Uitslag | Periode           |
| ----------- | ----- | -------- | ----------- | ------- | ----------------- |
| 7 september | 18:45 | Spanje   | Griekenland | 12-10   | (3-2,3-3,2-3,4-2) |
| 7 september | 20:15 | Roemenië | Italië      | 10-9    | (4-4,2-5,1-0,3-0) |

## Halve Finale ronde

### 7e/10e plaats
| Datum       | Tijd  | Land      | Land      | Uitslag | Periode           |
| ----------- | ----- | --------- | --------- | ------- | ----------------- |
| 8 september | 11:30 | Kroatië   | Rusland   | 10-7    | (2-1,4-1,1-2,3-3) |
| 8 september | 13:00 | Nederland | Duitsland | 6-12    | (3-3,1-3,1-2,1-4) |

### Halve Finales
| Datum       | Tijd  | Land     | Land      | Uitslag | Periode           |
| ----------- | ----- | -------- | --------- | ------- | ----------------- |
| 8 september | 18:45 | Roemenië | Servië    | 6-13    | (0-4,1-2,2-3,3-6) |
| 8 september | 20:15 | Spanje   | Hongarije | 10-16   | (3-5,2-3,1-4,4-4) |

## Plaatsingsronde

### 11e/12e plaats
| Datum       | Tijd  | Land      | Land     | Uitslag | Periode           |
| ----------- | ----- | --------- | -------- | ------- | ----------------- |
| 8 september | 10:00 | Slowakije | Slovenië | 9-10    | (2-4,1-3,5-2,1-1) |

### 9e/10e plaats
| Datum       | Tijd  | Land    | Land      | Uitslag | Periode           |
| ----------- | ----- | ------- | --------- | ------- | ----------------- |
| 9 september | 10:00 | Rusland | Nederland | 15-10   | (5-3,3-3,5-0,2-4) |

### 7e/8e plaats
| Datum       | Tijd  | Land    | Land      | Uitslag | Periode           |
| ----------- | ----- | ------- | --------- | ------- | ----------------- |
| 9 september | 11:30 | Kroatië | Duitsland | 11-7    | (2-1,4-3,2-1,3-2) |

### 5e/6e plaats
| Datum       | Tijd  | Land        | Land   | Uitslag | Periode                   |
| ----------- | ----- | ----------- | ------ | ------- | ------------------------- |
| 9 september | 13:00 | Griekenland | Italië | 10-11   | (1-2,1-0,3-3,3-3,1-2,1-1) |

## Bronzen Finale
| Datum        | Tijd  | Land     | Land   | Uitslag | Periode           |
| ------------ | ----- | -------- | ------ | ------- | ----------------- |
| 10 september | 18:45 | Roemenië | Spanje | 4-10    | (1-2,2-2,0-3,1-3) |

## Finale
| Datum        | Tijd  | Land   | Land      | Uitslag | Periode           |
| ------------ | ----- | ------ | --------- | ------- | ----------------- |
| 10 september | 20:15 | Servië | Hongarije | 9-8     | (2-4,4-1,2-3,1-0) |

## Eindrangschikking
| Goud   | Servië      |
| Zilver | Hongarije   |
| Brons  | Spanje      |
| 4      | Roemenië    |
| 5      | Italië      |
| 6      | Griekenland |
| 7      | Kroatië     |
| 8      | Duitsland   |
| 9      | Rusland     |
| 10     | Nederland   |
| 11     | Slowakije   |
| 12     | Slovenië    |

Europees kampioenschap waterpolo mannen

1926 · 
1927 · 
1931 · 
1934 · 
1938 · 
1947 · 
1950 · 
1954 · 
1958 · 
1962 · 
1966 · 
1970 · 
1974 · 
1977 · 
1981 · 
1983 · 
1985 · 
1987 · 
1989 · 
1991 · 
1993 · 
1995 · 
1997 · 
1999 · 
2001 · 
2003 · 
2006 · 
2008 · 
2010 · 
2012 · 
2014 · 
2016 · 
2018 · 
2020 · 
2022 · 
2024
Europees kampioenschap waterpolo vrouwen

1985 · 
1987 · 
1989 · 
1991 · 
1993 · 
1995 · 
1997 · 
1999 · 
2001 · 
2003 · 
2006 · 
2008 · 
2010 · 
2012 · 
2014 · 
2016 · 
2018 · 
2020 · 
2022 · 
2024